# Marieitidae
Marieitidae es una familia de foraminíferos bentónicos de la superfamilia Pavonitinoidea, del suborden Spiroplectamminina y del orden Lituolida. Su rango cronoestratigráfico abarca desde el Daniense (Paleoceno superior) hasta la Actualidad.

## Discusión
Clasificaciones previas incluían Marieitidae en el suborden Textulariina del orden Textulariida, o en el orden Lituolida sin diferenciar el Suborden Spiroplectamminina.

## Clasificación
Marieitidae incluye a los siguientes géneros:
- Hensonia †
- Marieita †